# Tuffi ai campionati mondiali di nuoto 2009 - Trampolino 1 metro maschile
La gara si è disputata il 17 luglio 2009; hanno partecipato 35 atleti; i primi 12 dopo il primo turno sono passati alla finale.

## Medaglie
| Posizione | Atleta          | Nazionalità |
| --------- | --------------- | ----------- |
| Oro       | Qin Kai         | Cina        |
| Argento   | Xinhua Zhang    | Cina        |
| Bronzo    | Matthew Mitcham | Australia   |

## Risultati
| Pos.    | Atleta                    | Nazione         | Prel.  | Prel. | Finale | Finale |
| Pos.    | Atleta                    | Nazione         | Punti  | Pos.  | Punti  | Pos.   |
| ------- | ------------------------- | --------------- | ------ | ----- | ------ | ------ |
| Oro     | Qin Kai                   | Cina            | 412.00 | 3     | 449.00 | 1      |
| Argento | Xinhua Zhang              | Cina            | 416.10 | 1     | 445.90 | 2      |
| Bronzo  | Matthew Mitcham           | Australia       | 369.05 | 9     | 440.20 | 3      |
| 4       | Peter Waterfield          | Gran Bretagna   | 365.80 | 10    | 432.60 | 4      |
| 5       | Illya Kvasha              | Ucraina         | 378.50 | 4     | 413.10 | 5      |
| 6       | Javier Illana             | Spagna          | 371.40 | 6     | 395.55 | 6      |
| 7       | Eric Sehn                 | Canada          | 369.80 | 8     | 391.80 | 7      |
| 8       | Andrzej Rzeszutek         | Polonia         | 360.70 | 12    | 369.25 | 8      |
| 9       | Chris Colwill             | Stati Uniti     | 413.35 | 2     | 350.30 | 9      |
| 10      | Il'ja Zacharov            | Russia          | 370.95 | 7     | 322.75 | 10     |
| 11      | Pavlo Rozenberg           | Germania        | 372.95 | 5     | 320.65 | 11     |
| 12      | Carlos Calvo              | Spagna          | 364.55 | 11    | 307.60 | 12     |
| 13      | Nicola Marconi            | Italia          | 352.40 | 13    | -      | -      |
| 14      | Constantin Blaha          | Austria         | 350.40 | 14    | -      | -      |
| 15      | Sebastián Villa Castañeda | Colombia        | 342.60 | 15    | -      | -      |
| 16      | Terry Horner              | Stati Uniti     | 336.15 | 16    | -      | -      |
| 17      | Cristopher Sacchin        | Italia          | 334.00 | 17    | -      | -      |
| 18      | César Castro              | Brasile         | 329.95 | 18    | -      | -      |
| 19      | Grant Nel                 | Australia       | 327.65 | 19    | -      | -      |
| 20      | Timo Klami                | Norvegia        | 323.10 | 20    | -      | -      |
| 21      | Jorge Luis Pupo Carballo  | Cuba            | 321.75 | 21    | -      | -      |
| 22      | Evgeny Kuznetsov          | Russia          | 319.20 | 22    | -      | -      |
| 23      | Matthieu Rosset           | Francia         | 314.20 | 23    | -      | -      |
| 24      | Julián Sánchez            | Messico         | 313.95 | 24    | -      | -      |
| 25      | Victor Manuel Toranzo     | Cuba            | 311.90 | 25    | -      | -      |
| 26      | Ignas Barkauskas          | Lituania        | 311.50 | 26    | -      | -      |
| 27      | Sime Peric                | Croazia         | 311.40 | 27    | -      | -      |
| 28      | Yahel Castillo            | Messico         | 295.80 | 28    | -      | -      |
| 29      | Son Seongchel             | Corea del Sud   | 290.45 | 29    | -      | -      |
| 30      | Cimafej Hardzejčyk        | Bielorussia     | 275.15 | 30    | -      | -      |
| 31      | Jorge Sanchez             | Venezuela       | 270.80 | 31    | -      | -      |
| 32      | Ville Vahtola             | Finlandia       | 259.30 | 32    | -      | -      |
| 33      | Muhammad Fakhrul Izzat    | Malaysia        | 250.65 | 33    | -      | -      |
| 34      | Michel Annas              | Germania        | 231.25 | 34    | -      | -      |
| 35      | Argenis Alvarez           | Rep. Dominicana | 194.45 | 35    | -      | -      |